# Distribuzione di Fréchet
In teoria delle probabilità la distribuzione di Fréchet è una distribuzione di probabilità continua definita sui numeri reali positivi.
Prende il nome dal matematico francese Maurice René Fréchet, che la descrisse nel 1927.

## Definizione
La distribuzione di Fréchet di parametro {\displaystyle \alpha >0} è definita sui reali positivi con funzione di ripartizione
{\displaystyle F(x)=e^{-x^{-\alpha }}}
la sua funzione di densità di probabilità è
{\displaystyle f(x)=\alpha x^{-\alpha -1}e^{-x^{-\alpha }}}.

## Caratteristiche
La distribuzione di Fréchet di parametro {\displaystyle \alpha } ha momenti semplici
{\displaystyle \mu _{k}=\int _{0}^{\infty }x^{k}f(x)dx=\alpha \int _{0}^{\infty }x^{k-\alpha -1}e^{-x^{-\alpha }}dx},
Applichiamo un semplice cambio di variabili {\displaystyle t=x^{-\alpha },\,dt=-\alpha x^{-\alpha -1}dx}
{\displaystyle \mu _{k}=\int _{0}^{\infty }t^{-{\frac {k}{\alpha }}}e^{-t}dt}
Questo integrale converge qualora {\displaystyle 1-{\frac {k}{\alpha }}>0\Rightarrow k<\alpha }
{\displaystyle \mu _{k}=\Gamma \left(1-{\frac {k}{\alpha }}\right)} se {\displaystyle k<\alpha }
dove {\displaystyle \Gamma } è la funzione Gamma.
In particolare una variabile aleatoria con questa distribuzione
- se {\displaystyle \alpha >1} ha speranza matematica {\displaystyle E[X]=\Gamma (1-{\tfrac {1}{\alpha }})} e
- se {\displaystyle \alpha >2} ha varianza {\displaystyle {\text{Var}}(X)=\Gamma (1-{\tfrac {2}{\alpha }})-\Gamma ^{2}(1-{\tfrac {1}{\alpha }})}

I quantili {\displaystyle q_{a}} di ordine {\displaystyle a} si esprimono tramite l'inversa della funzione di ripartizione,
{\displaystyle q_{a}=F^{-1}(a)=\left({\frac {1}{\log {\tfrac {1}{a}}}}\right)^{\frac {1}{\alpha }}}.
In particolare la mediana è
{\displaystyle q_{1/2}=({\tfrac {1}{\log 2}})^{\frac {1}{\alpha }}}.
La moda della distribuzione è {\displaystyle \left({\frac {\alpha }{\alpha +1}}\right)^{\frac {1}{\alpha }}}.

## Altre distribuzioni
La distribuzione di Fréchet può essere generalizzata tramite altri due parametri, {\displaystyle \mu } e {\displaystyle \sigma }, descrivendo una variabile aleatoria {\displaystyle {\tfrac {X-\mu }{\sigma }}} al posto di {\displaystyle X}; la funzione di ripartizione corrispondente è
{\displaystyle F(x)=e^{-({\frac {x-\mu }{\sigma }})^{-\alpha }}}.
La distribuzione di Fréchet è una distribuzione generalizzata dei valori estremi, una famiglia di distribuzioni di probabilità che descrive anche la distribuzione di Weibull nel caso particolare in cui un parametro sia uguale a 1 e, come caso limite, la distribuzione di Gumbel.